# Губљење сугласника
Губљење сугласника или упрошћавање сугласничких група је гласовна промена при којој долази до стапања одређених сугласничких група, при чему се поједини сугласници губе. Упрошћавање сугласничких група се најчешће врши у следећим ситуацијама:
- Кад се два иста сугласника нађу један до другог, један се губи.

Пример: безначајан = без + значајан → беззначајан → безначајан
Изузетак се јавља код грађења суперлатива од придева који почињу са ј, као на пример: најјефтинији, најјачи, најјужнији.
- Губе се д и т кад се нађу испред африката (ђ, џ, ц, ч).

Пример: задаци = задатак + -и → задатаки → задатки → задатци → задаци
У овом примеру је извршено неколико гласовних промена: непостојано А, сибиларизација (к → ц), губљење сугласника (губљење т испред африкате ц).
- Д и т се губе испред сугласничких група: стн, здн, штн, стл, стљ, стк.

- С се губи кад се ћ, ч, ж, ш нађу испред наставка -ски, односно ж и ш испред наставка -ство.

Пример: тршићки = Тршић + -ски → тршићски → тршићки

## Удвојени сугласницишиж
Кад у сложеним речима или ма где другде с и з, дођу испред предњонепчаних (палаталних) сугласника у које по закону о једначењу према начину изговора прелазе (ш и ж). Тада се они из таквог положаја губе, заправо, једначењем прелазе у те сугласнике, те тако добијамо по један удвојени сугласник, који се затим упрошћавањем своди на једноставан (тај) глас.
Примери:
- бежични (добијамо преко бежжични, од безжични),
- ишарати (добијамо преко ишшарати, од исшарати),
- раставити (добијамо преко расставити, од разставити).

И било на који начин да се у речи негде нађе удвојен сугласник, он се на показани начин поједностављује, те тако од речи:
- одужити — добијамо од оддужити,
- безакоње — добијамо од беззакоње,
- француски — добијамо од французски итд.

Према правилима нашег савременог правописа пише се једино удвојен глас ј у облицима суперлатива придева који почињу сугласником ј, на пример: најјачи, најјаснији, најјефтинији, најјаросније итд. Осим тога, у неким сложеним речима, када би се писањем само једног сугласника та реч теже разумевала, пишу се удвојени сугласници: поддијалекат, преддржавни период итд.

## Дентални сугласницидит
Дентални сугласници д и т губе се у неким облицима именица:
- од губитак — губици, губицима
- од задатак — задаци, задацима
- од податак — подаци, подацима
- од изузетак — изузеци, изузецима
- од приповетка — приповеци
- од желудац — желуца
- од отац — оца итд.

У овим примерима, сугласници д и т нашли су се испред африката који у себи садрже праскави дентал. На исти начин испред осталих сложених сугласника који у себи садрже елементе дентала, сугласници д и т се губе:
- почећу (од почетћу), казаћу (од казатћу), читаћу (од читатћу) — зато што се у сложеном сугласнику ћ већ садржи елеменат денталног сугласника т; према правопису, може се писати футур и са очуваним т, али, наравно, уколико није дошло до стварања једне сложене речи, нпр: почет ћу, казат ћу, читат ћу;
- инаџија (преко инатџија и инадџија).

Пауза која се још увек осећа између првог и другог дела сложенице раставља дентал с краја предметка од денталног елемента у сложеном сугласнику на почетку другог дела сложене речи:
- потценити, отћушнути, отцурити, потчинити итд.

Сугласници д и т и у другим гласовним групама су склони губљењу:
- од подлистак, правилни облици су: подлиска, подлиску
- од напрстак, правилни облици су: напрска, напрску
- од радостан, правилан облик је радосна
- од жалостан, правилан облик је жалосна
- од именице уста, правилно је усмен (преко устмен).

Јасно је да сугласници д и т, када се нађу у групи између сугласника с и з на првом, а праскавог задњонепчаног к или носних сонаната м и н на другом месту, испадају из таквог положаја.
Али, у неким случајевима (код новијих образовања) чува се и пише т и у таквом положају, као у: азбестни, протестни, комунисткиња, гимназисткиња, антиглобалисткиња.
Ваља имати на уму да придеви зависан и независан не иду с горе наведенима, пошто су они постали од глагола зависити. У њиховом облику никада није било сугласника т, нити га може бити.